# Ronde van Vlaanderen 2025
Ronde van Vlaanderen 2025 – 109. edycja wyścigu kolarskiego Ronde van Vlaanderen, która odbyła się 6 kwietnia 2025 na liczącej ponad 268 kilometrów trasie z Brugii do Oudenaarde. Impreza kategorii 1.UWT była częścią UCI World Tour 2025.

## Uczestnicy

### Drużyny
| WorldTeams (18)- Alpecin-Deceuninck - XDS Astana Team - Groupama-FDJ - Lidl-Trek - Cofidis - Intermarché-Wanty - Team Visma \| Lease a Bike - Arkéa-B&B Hotels - Red Bull-BORA-hansgrohe - Decathlon AG2R La Mondiale Team - UAE Team Emirates XRG - EF Education-EasyPost - Bahrain-Victorious - Team Jayco AlUla - Team Picnic-PostNL - Movistar Team - Soudal Quick-Step - Ineos Grenadiers ProTeams (7)- Israel-Premier Tech - Lotto - Team Flanders-Baloise - Wagner Bazin WB - Uno-X Mobility - Q36.5 Pro Cycling Team - Tudor Pro Cycling Team |
| |

### Lista startowa
| Alpecin-Deceuninck ADC                                    | Alpecin-Deceuninck ADC     | Alpecin-Deceuninck ADC |
| --------------------------------------------------------- | -------------------------- | ---------------------- |
| Nr                                                        | Kolarz                     | Miejsce                |
| 1                                                         | Mathieu van der Poel (NED) | 3.                     |
| 2                                                         | Gianni Vermeersch (BEL)    | 15.                    |
| 3                                                         | Quinten Hermans (BEL)      | DNF                    |
| 4                                                         | Xandro Meurisse (BEL)      | DNF                    |
| 5                                                         | Timo Kielich (BEL)         | 18.                    |
| 6                                                         | Silvan Dillier (SUI)       | DNF                    |
| 7                                                         | Edward Planckaert (BEL)    | DNF                    |
| Dyrektor sportowy : Christoph Roodhooft, Frederik Willems |                            |                        |

| UAE Team Emirates XRG UAD                        | UAE Team Emirates XRG UAD      | UAE Team Emirates XRG UAD |
| ------------------------------------------------ | ------------------------------ | ------------------------- |
| Nr                                               | Kolarz                         | Miejsce                   |
| 11                                               | Tadej Pogačar (SLO) (szosa)    | 1.                        |
| 12                                               | Florian Vermeersch (BEL)       | 43.                       |
| 13                                               | Tim Wellens (BEL)              | DNF                       |
| 14                                               | Jhonatan Narváez (ECU) (szosa) | DNF                       |
| 15                                               | Nils Politt (GER)              | 66.                       |
| 16                                               | António Morgado (POR)          | 90.                       |
| 17                                               | Mikkel Bjerg (DEN)             | DNF                       |
| Dyrektor sportowy : Fabio Baldato, Marco Marcato |                                |                           |

| Team Visma \| Lease a Bike TVL                        | Team Visma \| Lease a Bike TVL | Team Visma \| Lease a Bike TVL |
| ----------------------------------------------------- | ------------------------------ | ------------------------------ |
| Nr                                                    | Kolarz                         | Miejsce                        |
| 21                                                    | Wout van Aert (BEL)            | 4.                             |
| 22                                                    | Tiesj Benoot (BEL)             | 6.                             |
| 23                                                    | Per Strand Hagenes (NOR)       | 53.                            |
| 24                                                    | Matteo Jorgenson (USA)         | 47.                            |
| 25                                                    | Edoardo Affini (ITA)           | DNF                            |
| 26                                                    | Dylan van Baarle (NED)         | 46.                            |
| 27                                                    | Tosh Van der Sande (BEL)       | DNF                            |
| Dyrektor sportowy : Richard Plugge, Arthur Van Dongen |                                |                                |

| Soudal Quick-Step SOQ                       | Soudal Quick-Step SOQ    | Soudal Quick-Step SOQ |
| ------------------------------------------- | ------------------------ | --------------------- |
| Nr                                          | Kolarz                   | Miejsce               |
| 31                                          | Yves Lampaert (BEL)      | 38.                   |
| 32                                          | Paul Magnier (FRA)       | 62.                   |
| 33                                          | Pascal Eenkhoorn (NED)   | 84.                   |
| 34                                          | Luke Lamperti (USA)      | DNF                   |
| 35                                          | Casper Pedersen (DEN)    | 79.                   |
| 36                                          | Pepijn Reinderink (NED)  | 78.                   |
| 37                                          | Bert Van Lerberghe (BEL) | DNF                   |
| Dyrektor sportowy : Iljo Keisse, Tom Steels |                          |                       |

| Lidl-Trek LTK                                      | Lidl-Trek LTK        | Lidl-Trek LTK |
| -------------------------------------------------- | -------------------- | ------------- |
| Nr                                                 | Kolarz               | Miejsce       |
| 41                                                 | Mads Pedersen (DEN)  | 2.            |
| 42                                                 | Jasper Stuyven (BEL) | 5.            |
| 43                                                 | Edward Theuns (BEL)  | DNF           |
| 44                                                 | Tim Declercq (BEL)   | DNF           |
| 45                                                 | Toms Skujiņš (LAT)   | 37.           |
| 46                                                 | Daan Hoole (NED)     | 83.           |
| 47                                                 | Mathias Vacek (CZE)  | 80.           |
| Dyrektor sportowy : Steven De Jongh, Michael Schär |                      |               |

| Intermarché-Wanty IWA                                  | Intermarché-Wanty IWA           | Intermarché-Wanty IWA |
| ------------------------------------------------------ | ------------------------------- | --------------------- |
| Nr                                                     | Kolarz                          | Miejsce               |
| 51                                                     | Biniam Girmay (ERI)             | 35.                   |
| 52                                                     | Gijs Van Hoecke (BEL)           | DNF                   |
| 53                                                     | Vito Braet (BEL)                | 48.                   |
| 54                                                     | Adrien Petit (FRA)              | DNF                   |
| 55                                                     | Laurenz Rex (BEL)               | 26.                   |
| 56                                                     | Jonas Rutsch (GER)              | 33.                   |
| 57                                                     | Roel van Sintmaartensdijk (NED) | DNF                   |
| Dyrektor sportowy : Pieter Vanspeybrouck, Aike Visbeek |                                 |                       |

| EF Education-EasyPost EFE                        | EF Education-EasyPost EFE   | EF Education-EasyPost EFE |
| ------------------------------------------------ | --------------------------- | ------------------------- |
| Nr                                               | Kolarz                      | Miejsce                   |
| 61                                               | Colby Simmons (USA)         | 94.                       |
| 62                                               | Harry Sweeny (AUS)          | DNF                       |
| 63                                               | Owain Doull (GBR)           | 30.                       |
| 64                                               | Mikkel Frølich Honoré (DEN) | 44.                       |
| 65                                               | Marijn van den Berg (NED)   | DNS                       |
| 66                                               | Neilson Powless (USA)       | 42.                       |
| 67                                               | Max Walker (GBR)            | DNF                       |
| Dyrektor sportowy : Andreas Klier, Ken Vanmarcke |                             |                           |

| Groupama-FDJ GFC                                   | Groupama-FDJ GFC        | Groupama-FDJ GFC |
| -------------------------------------------------- | ----------------------- | ---------------- |
| Nr                                                 | Kolarz                  | Miejsce          |
| 71                                                 | Lewis Askey (GBR)       | 113.             |
| 72                                                 | Sven Erik Bystrøm (NOR) | 89.              |
| 73                                                 | Eddy Le Huitouze (FRA)  | DNF              |
| 74                                                 | Stefan Küng (SUI)       | 7.               |
| 75                                                 | Olivier Le Gac (FRA)    | 102.             |
| 76                                                 | Valentin Madouas (FRA)  | 17.              |
| 77                                                 | Clément Russo (FRA)     | 49.              |
| Dyrektor sportowy : Frédéric Guesdon, Julien Pinot |                         |                  |

| Bahrain Victorious TBV                            | Bahrain Victorious TBV  | Bahrain Victorious TBV |
| ------------------------------------------------- | ----------------------- | ---------------------- |
| Nr                                                | Kolarz                  | Miejsce                |
| 81                                                | Matej Mohorič (SLO)     | 21.                    |
| 82                                                | Vlad Van Mechelen (BEL) | 54.                    |
| 83                                                | Kamil Gradek (POL)      | 99.                    |
| 84                                                | Phil Bauhaus (GER)      | 103.                   |
| 85                                                | Andrea Pasqualon (ITA)  | 76.                    |
| 86                                                | Roman Ermakov (RUS)     | DNF                    |
| 87                                                | Fred Wright (GBR)       | 23.                    |
| Dyrektor sportowy : Michał Gołaś, Aart Vierhouten |                         |                        |

| Cofidis COF                                           | Cofidis COF          | Cofidis COF |
| ----------------------------------------------------- | -------------------- | ----------- |
| Nr                                                    | Kolarz               | Miejsce     |
| 91                                                    | Dylan Teuns (BEL)    | 41.         |
| 92                                                    | Aimé De Gendt (BEL)  | 28.         |
| 93                                                    | Nolann Mahoudo (FRA) | DNF         |
| 94                                                    | Alexis Renard (FRA)  | 71.         |
| 95                                                    | Ludovic Robeet (BEL) | DNF         |
| 96                                                    | Piet Allegaert (BEL) | DNF         |
| 97                                                    | Damien Touzé (FRA)   | 60.         |
| Dyrektor sportowy : Roberto Damiani, Thierry Marichal |                      |             |

| Team Jayco AlUla JAY                               | Team Jayco AlUla JAY   | Team Jayco AlUla JAY |
| -------------------------------------------------- | ---------------------- | -------------------- |
| Nr                                                 | Kolarz                 | Miejsce              |
| 101                                                | Michael Matthews (AUS) | 13.                  |
| 102                                                | Kelland O’Brien (AUS)  | 77.                  |
| 103                                                | Robert Donaldson (GBR) | 75.                  |
| 104                                                | Jelte Krijnsen (NED)   | 63.                  |
| 105                                                | Elmar Reinders (NED)   | 104.                 |
| 106                                                | Jasha Sütterlin (GER)  | DNF                  |
| 107                                                | Max Walscheid (GER)    | 61.                  |
| Dyrektor sportowy : Tristan Hoffman, Mathew Hayman |                        |                      |

| Red Bull-Bora-Hansgrohe RBH                          | Red Bull-Bora-Hansgrohe RBH | Red Bull-Bora-Hansgrohe RBH |
| ---------------------------------------------------- | --------------------------- | --------------------------- |
| Nr                                                   | Kolarz                      | Miejsce                     |
| 111                                                  | Laurence Pithie (NZL)       | 11.                         |
| 112                                                  | Filip Maciejuk (POL)        | DNF                         |
| 113                                                  | Oier Lazkano (ESP)          | DNF                         |
| 114                                                  | Ryan Mullen (IRL)           | DNF                         |
| 115                                                  | Danny van Poppel (NED)      | 88.                         |
| 116                                                  | Mick van Dijke (NED)        | 29.                         |
| 117                                                  | Tim van Dijke (NED)         | 52.                         |
| Dyrektor sportowy : Heinrich Haussler, Roger Hammond |                             |                             |

| Arkéa-B&B Hotels ARK                                  | Arkéa-B&B Hotels ARK  | Arkéa-B&B Hotels ARK |
| ----------------------------------------------------- | --------------------- | -------------------- |
| Nr                                                    | Kolarz                | Miejsce              |
| 121                                                   | Arnaud Démare (FRA)   | 58.                  |
| 122                                                   | Amaury Capiot (BEL)   | DNF                  |
| 123                                                   | Giosuè Epis (ITA)     | 92.                  |
| 124                                                   | Léandre Lozouet (FRA) | 105.                 |
| 125                                                   | Luca Mozzato (ITA)    | 111.                 |
| 126                                                   | Miles Scotson (AUS)   | DNF                  |
| 127                                                   | Pierre Thierry (FRA)  | DNF                  |
| Dyrektor sportowy : Sébastien Hinault, Mickael Leveau |                       |                      |

| Decathlon-AG2R La Mondiale DAT               | Decathlon-AG2R La Mondiale DAT        | Decathlon-AG2R La Mondiale DAT |
| -------------------------------------------- | ------------------------------------- | ------------------------------ |
| Nr                                           | Kolarz                                | Miejsce                        |
| 131                                          | Stefan Bissegger (SUI)                | 19.                            |
| 132                                          | Dries De Bondt (BEL)                  | DNF                            |
| 133                                          | Sander De Pestel (BEL)                | DNF                            |
| 134                                          | Pierre Gautherat (FRA)                | DNF                            |
| 135                                          | Rasmus Søjberg Pedersen (DEN) (szosa) | 64.                            |
| 136                                          | Oscar Chamberlain (AUS)               | 57.                            |
| 137                                          | Aurélien Paret-Peintre (FRA)          | 16.                            |
| Dyrektor sportowy : Julien Jurdie, Luke Rowe |                                       |                                |

| XDS Astana Team XAT                                 | XDS Astana Team XAT      | XDS Astana Team XAT |
| --------------------------------------------------- | ------------------------ | ------------------- |
| Nr                                                  | Kolarz                   | Miejsce             |
| 141                                                 | Davide Ballerini (ITA)   | 10.                 |
| 142                                                 | Cees Bol (NED)           | 31.                 |
| 143                                                 | Jewgienij Fiodorow (KAZ) | 27.                 |
| 144                                                 | Michele Gazzoli (ITA)    | 72.                 |
| 145                                                 | Alessandro Romele (ITA)  | DNF                 |
| 146                                                 | Mike Teunissen (NED)     | 12.                 |
| 147                                                 | Davide Toneatti (ITA)    | 68.                 |
| Dyrektor sportowy : Laurenzo Lapage, Stefano Zanini |                          |                     |

| Ineos Grenadiers IGD                                | Ineos Grenadiers IGD   | Ineos Grenadiers IGD |
| --------------------------------------------------- | ---------------------- | -------------------- |
| Nr                                                  | Kolarz                 | Miejsce              |
| 151                                                 | Filippo Ganna (ITA)    | 8.                   |
| 152                                                 | Bob Jungels (LUX)      | 109.                 |
| 153                                                 | Ben Turner (GBR)       | 59.                  |
| 154                                                 | Magnus Sheffield (USA) | 20.                  |
| 155                                                 | Connor Swift (GBR)     | 101.                 |
| 156                                                 | Samuel Watson (GBR)    | 81.                  |
| 157                                                 | Ben Swift (GBR)        | 108.                 |
| Dyrektor sportowy : Kurt Asle Arvesen, Ian Stannard |                        |                      |

| Movistar Team MOV                    | Movistar Team MOV         | Movistar Team MOV |
| ------------------------------------ | ------------------------- | ----------------- |
| Nr                                   | Kolarz                    | Miejsce           |
| 161                                  | Iván García Cortina (ESP) | 9.                |
| 162                                  | Carlos Canal (ESP)        | 51.               |
| 163                                  | Orluis Aular (VEN)        | 36.               |
| 164                                  | Manlio Moro (ITA)         | 110.              |
| 165                                  | Mathias Norsgaard (DEN)   | 85.               |
| 166                                  | Gonzalo Serrano (ESP)     | 106.              |
| 167                                  | Albert Torres (ESP)       | DNF               |
| Dyrektor sportowy : Jürgen Roelandts |                           |                   |

| Team Picnic-PostNL TPP           | Team Picnic-PostNL TPP    | Team Picnic-PostNL TPP |
| -------------------------------- | ------------------------- | ---------------------- |
| Nr                               | Kolarz                    | Miejsce                |
| 171                              | John Degenkolb (GER)      | DNF                    |
| 172                              | Patrick Eddy (AUS)        | 91.                    |
| 173                              | Alexander Edmondson (AUS) | DNF                    |
| 174                              | Sean Flynn (GBR)          | 74.                    |
| 175                              | Enzo Leijnse (NED)        | DNF                    |
| 176                              | Tim Naberman (NED)        | DNF                    |
| 177                              | Timo Roosen (NED)         | DNF                    |
| Dyrektor sportowy : Pim Ligthart |                           |                        |

| Q36.5 Pro Cycling Team Q36                    | Q36.5 Pro Cycling Team Q36  | Q36.5 Pro Cycling Team Q36 |
| --------------------------------------------- | --------------------------- | -------------------------- |
| Nr                                            | Kolarz                      | Miejsce                    |
| 181                                           | Giacomo Nizzolo (ITA)       | 56.                        |
| 182                                           | David González López (ESP)  | 98.                        |
| 183                                           | Emīls Liepiņš (LAT) (szosa) | DNF                        |
| 184                                           | Fabio Christen (SUI)        | 65.                        |
| 185                                           | Jannik Steimle (GER)        | 96.                        |
| 186                                           | Rory Townsend (IRL)         | 82.                        |
| 187                                           | Nicolò Parisini (ITA)       | DNF                        |
| Dyrektor sportowy : Kurt Bogaerts, Jens Zemke |                             |                            |

| Lotto LOT                                       | Lotto LOT                 | Lotto LOT |
| ----------------------------------------------- | ------------------------- | --------- |
| Nr                                              | Kolarz                    | Miejsce   |
| 191                                             | Lennert Van Eetvelt (BEL) | DNF       |
| 192                                             | Joshua Giddings (GBR)     | DNF       |
| 193                                             | Brent Van Moer (BEL)      | 39.       |
| 194                                             | Jenno Berckmoes (BEL)     | DNF       |
| 195                                             | Sébastien Grignard (BEL)  | 70.       |
| 196                                             | Arjen Livyns (BEL)        | 34.       |
| 197                                             | Alec Segaert (BEL)        | 32.       |
| Dyrektor sportowy : Tony Gallopin, Nikolas Maes |                           |           |

| Israel-Premier Tech IPT                                   | Israel-Premier Tech IPT | Israel-Premier Tech IPT |
| --------------------------------------------------------- | ----------------------- | ----------------------- |
| Nr                                                        | Kolarz                  | Miejsce                 |
| 201                                                       | Joseph Blackmore (GBR)  | 40.                     |
| 202                                                       | Riley Pickrell (CAN)    | DNF                     |
| 203                                                       | Corbin Strong (NZL)     | 50.                     |
| 204                                                       | Guillaume Boivin (CAN)  | DNF                     |
| 205                                                       | Riley Sheehan (USA)     | 112.                    |
| 206                                                       | Jake Stewart (GBR)      | 107.                    |
| 207                                                       | Tom Van Asbroeck (BEL)  | DNF                     |
| Dyrektor sportowy : Steve Bauer, Jonathan Patrick McCarty |                         |                         |

| Tudor Pro Cycling Team TUD                           | Tudor Pro Cycling Team TUD | Tudor Pro Cycling Team TUD |
| ---------------------------------------------------- | -------------------------- | -------------------------- |
| Nr                                                   | Kolarz                     | Miejsce                    |
| 211                                                  | Matteo Trentin (ITA)       | 22.                        |
| 212                                                  | Rick Pluimers (NED)        | 24.                        |
| 213                                                  | Marco Haller (AUT)         | 45.                        |
| 214                                                  | Alexander Krieger (GER)    | DNF                        |
| 215                                                  | Fabian Lienhard (SUI)      | 73.                        |
| 216                                                  | Marius Mayrhofer (GER)     | DNF                        |
| 217                                                  | Arthur Kluckers (LUX)      | 100.                       |
| Dyrektor sportowy : Morgan Lamoisson, Marcel Sieberg |                            |                            |

| Team Flanders-Baloise TFB                                           | Team Flanders-Baloise TFB | Team Flanders-Baloise TFB |
| ------------------------------------------------------------------- | ------------------------- | ------------------------- |
| Nr                                                                  | Kolarz                    | Miejsce                   |
| 221                                                                 | Vincent Van Hemelen (BEL) | 69.                       |
| 222                                                                 | Alex Colman (BEL)         | 95.                       |
| 223                                                                 | Brem Deman (BEL)          | 97.                       |
| 224                                                                 | Jules Hesters (BEL)       | DNF                       |
| 225                                                                 | Victor Vercouillie (BEL)  | DNF                       |
| 226                                                                 | Dylan Vandenstorme (BEL)  | DNF                       |
| 227                                                                 | Ward Vanhoof (BEL)        | DNF                       |
| Dyrektor sportowy : Hans De Clercq, Andy Missotten, Kenny De Ketele |                           |                           |

| Uno-X Mobility UXM                                    | Uno-X Mobility UXM             | Uno-X Mobility UXM |
| ----------------------------------------------------- | ------------------------------ | ------------------ |
| Nr                                                    | Kolarz                         | Miejsce            |
| 231                                                   | Alexander Kristoff (NOR)       | 55.                |
| 232                                                   | Markus Hoelgaard (NOR) (szosa) | 14.                |
| 233                                                   | William Blume Levy (DEN)       | 87.                |
| 234                                                   | Anders Skaarseth (NOR)         | DNF                |
| 235                                                   | Rasmus Tiller (NOR)            | 25.                |
| 236                                                   | Erik Nordsæter Resell (NOR)    | DNF                |
| 237                                                   | Jonas Abrahamsen (NOR)         | 67.                |
| Dyrektor sportowy : Gino Van Oudenhove, Gabriel Rasch |                                |                    |

| Wagner Bazin WB WB2                                                | Wagner Bazin WB WB2     | Wagner Bazin WB WB2 |
| ------------------------------------------------------------------ | ----------------------- | ------------------- |
| Nr                                                                 | Kolarz                  | Miejsce             |
| 241                                                                | Quentin Bezza (FRA)     | DNF                 |
| 242                                                                | Ceriel Desal (BEL)      | DNF                 |
| 243                                                                | Michiel Lambrecht (BEL) | 93.                 |
| 244                                                                | Jens Reynders (BEL)     | DNF                 |
| 245                                                                | Floris De Tier (BEL)    | 86.                 |
| 246                                                                | Jelle Vermoote (BEL)    | DNF                 |
| 247                                                                | Loïc Vliegen (BEL)      | DNF                 |
| Dyrektor sportowy : Christophe Detilloux, Jean-Denis Vandenbroucke |                         |                     |

| Alpecin-Deceuninck ADC                                    | Alpecin-Deceuninck ADC     | Alpecin-Deceuninck ADC |
| --------------------------------------------------------- | -------------------------- | ---------------------- |
| Nr                                                        | Kolarz                     | Miejsce                |
| 1                                                         | Mathieu van der Poel (NED) | 3.                     |
| 2                                                         | Gianni Vermeersch (BEL)    | 15.                    |
| 3                                                         | Quinten Hermans (BEL)      | DNF                    |
| 4                                                         | Xandro Meurisse (BEL)      | DNF                    |
| 5                                                         | Timo Kielich (BEL)         | 18.                    |
| 6                                                         | Silvan Dillier (SUI)       | DNF                    |
| 7                                                         | Edward Planckaert (BEL)    | DNF                    |
| Dyrektor sportowy : Christoph Roodhooft, Frederik Willems |                            |                        |

| UAE Team Emirates XRG UAD                        | UAE Team Emirates XRG UAD      | UAE Team Emirates XRG UAD |
| ------------------------------------------------ | ------------------------------ | ------------------------- |
| Nr                                               | Kolarz                         | Miejsce                   |
| 11                                               | Tadej Pogačar (SLO) (szosa)    | 1.                        |
| 12                                               | Florian Vermeersch (BEL)       | 43.                       |
| 13                                               | Tim Wellens (BEL)              | DNF                       |
| 14                                               | Jhonatan Narváez (ECU) (szosa) | DNF                       |
| 15                                               | Nils Politt (GER)              | 66.                       |
| 16                                               | António Morgado (POR)          | 90.                       |
| 17                                               | Mikkel Bjerg (DEN)             | DNF                       |
| Dyrektor sportowy : Fabio Baldato, Marco Marcato |                                |                           |

| Team Visma \| Lease a Bike TVL                        | Team Visma \| Lease a Bike TVL | Team Visma \| Lease a Bike TVL |
| ----------------------------------------------------- | ------------------------------ | ------------------------------ |
| Nr                                                    | Kolarz                         | Miejsce                        |
| 21                                                    | Wout van Aert (BEL)            | 4.                             |
| 22                                                    | Tiesj Benoot (BEL)             | 6.                             |
| 23                                                    | Per Strand Hagenes (NOR)       | 53.                            |
| 24                                                    | Matteo Jorgenson (USA)         | 47.                            |
| 25                                                    | Edoardo Affini (ITA)           | DNF                            |
| 26                                                    | Dylan van Baarle (NED)         | 46.                            |
| 27                                                    | Tosh Van der Sande (BEL)       | DNF                            |
| Dyrektor sportowy : Richard Plugge, Arthur Van Dongen |                                |                                |

| Soudal Quick-Step SOQ                       | Soudal Quick-Step SOQ    | Soudal Quick-Step SOQ |
| ------------------------------------------- | ------------------------ | --------------------- |
| Nr                                          | Kolarz                   | Miejsce               |
| 31                                          | Yves Lampaert (BEL)      | 38.                   |
| 32                                          | Paul Magnier (FRA)       | 62.                   |
| 33                                          | Pascal Eenkhoorn (NED)   | 84.                   |
| 34                                          | Luke Lamperti (USA)      | DNF                   |
| 35                                          | Casper Pedersen (DEN)    | 79.                   |
| 36                                          | Pepijn Reinderink (NED)  | 78.                   |
| 37                                          | Bert Van Lerberghe (BEL) | DNF                   |
| Dyrektor sportowy : Iljo Keisse, Tom Steels |                          |                       |

| Lidl-Trek LTK                                      | Lidl-Trek LTK        | Lidl-Trek LTK |
| -------------------------------------------------- | -------------------- | ------------- |
| Nr                                                 | Kolarz               | Miejsce       |
| 41                                                 | Mads Pedersen (DEN)  | 2.            |
| 42                                                 | Jasper Stuyven (BEL) | 5.            |
| 43                                                 | Edward Theuns (BEL)  | DNF           |
| 44                                                 | Tim Declercq (BEL)   | DNF           |
| 45                                                 | Toms Skujiņš (LAT)   | 37.           |
| 46                                                 | Daan Hoole (NED)     | 83.           |
| 47                                                 | Mathias Vacek (CZE)  | 80.           |
| Dyrektor sportowy : Steven De Jongh, Michael Schär |                      |               |

| Intermarché-Wanty IWA                                  | Intermarché-Wanty IWA           | Intermarché-Wanty IWA |
| ------------------------------------------------------ | ------------------------------- | --------------------- |
| Nr                                                     | Kolarz                          | Miejsce               |
| 51                                                     | Biniam Girmay (ERI)             | 35.                   |
| 52                                                     | Gijs Van Hoecke (BEL)           | DNF                   |
| 53                                                     | Vito Braet (BEL)                | 48.                   |
| 54                                                     | Adrien Petit (FRA)              | DNF                   |
| 55                                                     | Laurenz Rex (BEL)               | 26.                   |
| 56                                                     | Jonas Rutsch (GER)              | 33.                   |
| 57                                                     | Roel van Sintmaartensdijk (NED) | DNF                   |
| Dyrektor sportowy : Pieter Vanspeybrouck, Aike Visbeek |                                 |                       |

| EF Education-EasyPost EFE                        | EF Education-EasyPost EFE   | EF Education-EasyPost EFE |
| ------------------------------------------------ | --------------------------- | ------------------------- |
| Nr                                               | Kolarz                      | Miejsce                   |
| 61                                               | Colby Simmons (USA)         | 94.                       |
| 62                                               | Harry Sweeny (AUS)          | DNF                       |
| 63                                               | Owain Doull (GBR)           | 30.                       |
| 64                                               | Mikkel Frølich Honoré (DEN) | 44.                       |
| 65                                               | Marijn van den Berg (NED)   | DNS                       |
| 66                                               | Neilson Powless (USA)       | 42.                       |
| 67                                               | Max Walker (GBR)            | DNF                       |
| Dyrektor sportowy : Andreas Klier, Ken Vanmarcke |                             |                           |

| Groupama-FDJ GFC                                   | Groupama-FDJ GFC        | Groupama-FDJ GFC |
| -------------------------------------------------- | ----------------------- | ---------------- |
| Nr                                                 | Kolarz                  | Miejsce          |
| 71                                                 | Lewis Askey (GBR)       | 113.             |
| 72                                                 | Sven Erik Bystrøm (NOR) | 89.              |
| 73                                                 | Eddy Le Huitouze (FRA)  | DNF              |
| 74                                                 | Stefan Küng (SUI)       | 7.               |
| 75                                                 | Olivier Le Gac (FRA)    | 102.             |
| 76                                                 | Valentin Madouas (FRA)  | 17.              |
| 77                                                 | Clément Russo (FRA)     | 49.              |
| Dyrektor sportowy : Frédéric Guesdon, Julien Pinot |                         |                  |

| Bahrain Victorious TBV                            | Bahrain Victorious TBV  | Bahrain Victorious TBV |
| ------------------------------------------------- | ----------------------- | ---------------------- |
| Nr                                                | Kolarz                  | Miejsce                |
| 81                                                | Matej Mohorič (SLO)     | 21.                    |
| 82                                                | Vlad Van Mechelen (BEL) | 54.                    |
| 83                                                | Kamil Gradek (POL)      | 99.                    |
| 84                                                | Phil Bauhaus (GER)      | 103.                   |
| 85                                                | Andrea Pasqualon (ITA)  | 76.                    |
| 86                                                | Roman Ermakov (RUS)     | DNF                    |
| 87                                                | Fred Wright (GBR)       | 23.                    |
| Dyrektor sportowy : Michał Gołaś, Aart Vierhouten |                         |                        |

| Cofidis COF                                           | Cofidis COF          | Cofidis COF |
| ----------------------------------------------------- | -------------------- | ----------- |
| Nr                                                    | Kolarz               | Miejsce     |
| 91                                                    | Dylan Teuns (BEL)    | 41.         |
| 92                                                    | Aimé De Gendt (BEL)  | 28.         |
| 93                                                    | Nolann Mahoudo (FRA) | DNF         |
| 94                                                    | Alexis Renard (FRA)  | 71.         |
| 95                                                    | Ludovic Robeet (BEL) | DNF         |
| 96                                                    | Piet Allegaert (BEL) | DNF         |
| 97                                                    | Damien Touzé (FRA)   | 60.         |
| Dyrektor sportowy : Roberto Damiani, Thierry Marichal |                      |             |

| Team Jayco AlUla JAY                               | Team Jayco AlUla JAY   | Team Jayco AlUla JAY |
| -------------------------------------------------- | ---------------------- | -------------------- |
| Nr                                                 | Kolarz                 | Miejsce              |
| 101                                                | Michael Matthews (AUS) | 13.                  |
| 102                                                | Kelland O’Brien (AUS)  | 77.                  |
| 103                                                | Robert Donaldson (GBR) | 75.                  |
| 104                                                | Jelte Krijnsen (NED)   | 63.                  |
| 105                                                | Elmar Reinders (NED)   | 104.                 |
| 106                                                | Jasha Sütterlin (GER)  | DNF                  |
| 107                                                | Max Walscheid (GER)    | 61.                  |
| Dyrektor sportowy : Tristan Hoffman, Mathew Hayman |                        |                      |

| Red Bull-Bora-Hansgrohe RBH                          | Red Bull-Bora-Hansgrohe RBH | Red Bull-Bora-Hansgrohe RBH |
| ---------------------------------------------------- | --------------------------- | --------------------------- |
| Nr                                                   | Kolarz                      | Miejsce                     |
| 111                                                  | Laurence Pithie (NZL)       | 11.                         |
| 112                                                  | Filip Maciejuk (POL)        | DNF                         |
| 113                                                  | Oier Lazkano (ESP)          | DNF                         |
| 114                                                  | Ryan Mullen (IRL)           | DNF                         |
| 115                                                  | Danny van Poppel (NED)      | 88.                         |
| 116                                                  | Mick van Dijke (NED)        | 29.                         |
| 117                                                  | Tim van Dijke (NED)         | 52.                         |
| Dyrektor sportowy : Heinrich Haussler, Roger Hammond |                             |                             |

| Arkéa-B&B Hotels ARK                                  | Arkéa-B&B Hotels ARK  | Arkéa-B&B Hotels ARK |
| ----------------------------------------------------- | --------------------- | -------------------- |
| Nr                                                    | Kolarz                | Miejsce              |
| 121                                                   | Arnaud Démare (FRA)   | 58.                  |
| 122                                                   | Amaury Capiot (BEL)   | DNF                  |
| 123                                                   | Giosuè Epis (ITA)     | 92.                  |
| 124                                                   | Léandre Lozouet (FRA) | 105.                 |
| 125                                                   | Luca Mozzato (ITA)    | 111.                 |
| 126                                                   | Miles Scotson (AUS)   | DNF                  |
| 127                                                   | Pierre Thierry (FRA)  | DNF                  |
| Dyrektor sportowy : Sébastien Hinault, Mickael Leveau |                       |                      |

| Decathlon-AG2R La Mondiale DAT               | Decathlon-AG2R La Mondiale DAT        | Decathlon-AG2R La Mondiale DAT |
| -------------------------------------------- | ------------------------------------- | ------------------------------ |
| Nr                                           | Kolarz                                | Miejsce                        |
| 131                                          | Stefan Bissegger (SUI)                | 19.                            |
| 132                                          | Dries De Bondt (BEL)                  | DNF                            |
| 133                                          | Sander De Pestel (BEL)                | DNF                            |
| 134                                          | Pierre Gautherat (FRA)                | DNF                            |
| 135                                          | Rasmus Søjberg Pedersen (DEN) (szosa) | 64.                            |
| 136                                          | Oscar Chamberlain (AUS)               | 57.                            |
| 137                                          | Aurélien Paret-Peintre (FRA)          | 16.                            |
| Dyrektor sportowy : Julien Jurdie, Luke Rowe |                                       |                                |

| XDS Astana Team XAT                                 | XDS Astana Team XAT      | XDS Astana Team XAT |
| --------------------------------------------------- | ------------------------ | ------------------- |
| Nr                                                  | Kolarz                   | Miejsce             |
| 141                                                 | Davide Ballerini (ITA)   | 10.                 |
| 142                                                 | Cees Bol (NED)           | 31.                 |
| 143                                                 | Jewgienij Fiodorow (KAZ) | 27.                 |
| 144                                                 | Michele Gazzoli (ITA)    | 72.                 |
| 145                                                 | Alessandro Romele (ITA)  | DNF                 |
| 146                                                 | Mike Teunissen (NED)     | 12.                 |
| 147                                                 | Davide Toneatti (ITA)    | 68.                 |
| Dyrektor sportowy : Laurenzo Lapage, Stefano Zanini |                          |                     |

| Ineos Grenadiers IGD                                | Ineos Grenadiers IGD   | Ineos Grenadiers IGD |
| --------------------------------------------------- | ---------------------- | -------------------- |
| Nr                                                  | Kolarz                 | Miejsce              |
| 151                                                 | Filippo Ganna (ITA)    | 8.                   |
| 152                                                 | Bob Jungels (LUX)      | 109.                 |
| 153                                                 | Ben Turner (GBR)       | 59.                  |
| 154                                                 | Magnus Sheffield (USA) | 20.                  |
| 155                                                 | Connor Swift (GBR)     | 101.                 |
| 156                                                 | Samuel Watson (GBR)    | 81.                  |
| 157                                                 | Ben Swift (GBR)        | 108.                 |
| Dyrektor sportowy : Kurt Asle Arvesen, Ian Stannard |                        |                      |

| Movistar Team MOV                    | Movistar Team MOV         | Movistar Team MOV |
| ------------------------------------ | ------------------------- | ----------------- |
| Nr                                   | Kolarz                    | Miejsce           |
| 161                                  | Iván García Cortina (ESP) | 9.                |
| 162                                  | Carlos Canal (ESP)        | 51.               |
| 163                                  | Orluis Aular (VEN)        | 36.               |
| 164                                  | Manlio Moro (ITA)         | 110.              |
| 165                                  | Mathias Norsgaard (DEN)   | 85.               |
| 166                                  | Gonzalo Serrano (ESP)     | 106.              |
| 167                                  | Albert Torres (ESP)       | DNF               |
| Dyrektor sportowy : Jürgen Roelandts |                           |                   |

| Team Picnic-PostNL TPP           | Team Picnic-PostNL TPP    | Team Picnic-PostNL TPP |
| -------------------------------- | ------------------------- | ---------------------- |
| Nr                               | Kolarz                    | Miejsce                |
| 171                              | John Degenkolb (GER)      | DNF                    |
| 172                              | Patrick Eddy (AUS)        | 91.                    |
| 173                              | Alexander Edmondson (AUS) | DNF                    |
| 174                              | Sean Flynn (GBR)          | 74.                    |
| 175                              | Enzo Leijnse (NED)        | DNF                    |
| 176                              | Tim Naberman (NED)        | DNF                    |
| 177                              | Timo Roosen (NED)         | DNF                    |
| Dyrektor sportowy : Pim Ligthart |                           |                        |

| Q36.5 Pro Cycling Team Q36                    | Q36.5 Pro Cycling Team Q36  | Q36.5 Pro Cycling Team Q36 |
| --------------------------------------------- | --------------------------- | -------------------------- |
| Nr                                            | Kolarz                      | Miejsce                    |
| 181                                           | Giacomo Nizzolo (ITA)       | 56.                        |
| 182                                           | David González López (ESP)  | 98.                        |
| 183                                           | Emīls Liepiņš (LAT) (szosa) | DNF                        |
| 184                                           | Fabio Christen (SUI)        | 65.                        |
| 185                                           | Jannik Steimle (GER)        | 96.                        |
| 186                                           | Rory Townsend (IRL)         | 82.                        |
| 187                                           | Nicolò Parisini (ITA)       | DNF                        |
| Dyrektor sportowy : Kurt Bogaerts, Jens Zemke |                             |                            |

| Lotto LOT                                       | Lotto LOT                 | Lotto LOT |
| ----------------------------------------------- | ------------------------- | --------- |
| Nr                                              | Kolarz                    | Miejsce   |
| 191                                             | Lennert Van Eetvelt (BEL) | DNF       |
| 192                                             | Joshua Giddings (GBR)     | DNF       |
| 193                                             | Brent Van Moer (BEL)      | 39.       |
| 194                                             | Jenno Berckmoes (BEL)     | DNF       |
| 195                                             | Sébastien Grignard (BEL)  | 70.       |
| 196                                             | Arjen Livyns (BEL)        | 34.       |
| 197                                             | Alec Segaert (BEL)        | 32.       |
| Dyrektor sportowy : Tony Gallopin, Nikolas Maes |                           |           |

| Israel-Premier Tech IPT                                   | Israel-Premier Tech IPT | Israel-Premier Tech IPT |
| --------------------------------------------------------- | ----------------------- | ----------------------- |
| Nr                                                        | Kolarz                  | Miejsce                 |
| 201                                                       | Joseph Blackmore (GBR)  | 40.                     |
| 202                                                       | Riley Pickrell (CAN)    | DNF                     |
| 203                                                       | Corbin Strong (NZL)     | 50.                     |
| 204                                                       | Guillaume Boivin (CAN)  | DNF                     |
| 205                                                       | Riley Sheehan (USA)     | 112.                    |
| 206                                                       | Jake Stewart (GBR)      | 107.                    |
| 207                                                       | Tom Van Asbroeck (BEL)  | DNF                     |
| Dyrektor sportowy : Steve Bauer, Jonathan Patrick McCarty |                         |                         |

| Tudor Pro Cycling Team TUD                           | Tudor Pro Cycling Team TUD | Tudor Pro Cycling Team TUD |
| ---------------------------------------------------- | -------------------------- | -------------------------- |
| Nr                                                   | Kolarz                     | Miejsce                    |
| 211                                                  | Matteo Trentin (ITA)       | 22.                        |
| 212                                                  | Rick Pluimers (NED)        | 24.                        |
| 213                                                  | Marco Haller (AUT)         | 45.                        |
| 214                                                  | Alexander Krieger (GER)    | DNF                        |
| 215                                                  | Fabian Lienhard (SUI)      | 73.                        |
| 216                                                  | Marius Mayrhofer (GER)     | DNF                        |
| 217                                                  | Arthur Kluckers (LUX)      | 100.                       |
| Dyrektor sportowy : Morgan Lamoisson, Marcel Sieberg |                            |                            |

| Team Flanders-Baloise TFB                                           | Team Flanders-Baloise TFB | Team Flanders-Baloise TFB |
| ------------------------------------------------------------------- | ------------------------- | ------------------------- |
| Nr                                                                  | Kolarz                    | Miejsce                   |
| 221                                                                 | Vincent Van Hemelen (BEL) | 69.                       |
| 222                                                                 | Alex Colman (BEL)         | 95.                       |
| 223                                                                 | Brem Deman (BEL)          | 97.                       |
| 224                                                                 | Jules Hesters (BEL)       | DNF                       |
| 225                                                                 | Victor Vercouillie (BEL)  | DNF                       |
| 226                                                                 | Dylan Vandenstorme (BEL)  | DNF                       |
| 227                                                                 | Ward Vanhoof (BEL)        | DNF                       |
| Dyrektor sportowy : Hans De Clercq, Andy Missotten, Kenny De Ketele |                           |                           |

| Uno-X Mobility UXM                                    | Uno-X Mobility UXM             | Uno-X Mobility UXM |
| ----------------------------------------------------- | ------------------------------ | ------------------ |
| Nr                                                    | Kolarz                         | Miejsce            |
| 231                                                   | Alexander Kristoff (NOR)       | 55.                |
| 232                                                   | Markus Hoelgaard (NOR) (szosa) | 14.                |
| 233                                                   | William Blume Levy (DEN)       | 87.                |
| 234                                                   | Anders Skaarseth (NOR)         | DNF                |
| 235                                                   | Rasmus Tiller (NOR)            | 25.                |
| 236                                                   | Erik Nordsæter Resell (NOR)    | DNF                |
| 237                                                   | Jonas Abrahamsen (NOR)         | 67.                |
| Dyrektor sportowy : Gino Van Oudenhove, Gabriel Rasch |                                |                    |

| Wagner Bazin WB WB2                                                | Wagner Bazin WB WB2     | Wagner Bazin WB WB2 |
| ------------------------------------------------------------------ | ----------------------- | ------------------- |
| Nr                                                                 | Kolarz                  | Miejsce             |
| 241                                                                | Quentin Bezza (FRA)     | DNF                 |
| 242                                                                | Ceriel Desal (BEL)      | DNF                 |
| 243                                                                | Michiel Lambrecht (BEL) | 93.                 |
| 244                                                                | Jens Reynders (BEL)     | DNF                 |
| 245                                                                | Floris De Tier (BEL)    | 86.                 |
| 246                                                                | Jelle Vermoote (BEL)    | DNF                 |
| 247                                                                | Loïc Vliegen (BEL)      | DNF                 |
| Dyrektor sportowy : Christophe Detilloux, Jean-Denis Vandenbroucke |                         |                     |

Legenda: DNF – nie ukończył, OTL – przekroczył limit czasu, DNS – nie wystartował, DSQ – zdyskwalifikowany.

## Klasyfikacja generalna
| \| Klasyfikacja generalna \| Klasyfikacja generalna \| Klasyfikacja generalna \| Klasyfikacja generalna \| Klasyfikacja generalna \| \| Kolarz \| Kolarz \| Państwo \| Drużyna \| Czas \| \| ---------------------- \| ---------------------- \| ---------------------- \| -------------------------- \| ---------------------- \| \| 1. \| Tadej Pogačar \| Słowenia \| UAE Team Emirates XRG \| 5h 58' 41" \| \| 2. \| Mads Pedersen \| Dania \| Lidl-Trek \| + 1' 01" \| \| 3. \| Mathieu van der Poel \| Holandia \| Alpecin-Deceuninck \| + 1' 01" \| \| 4. \| Wout van Aert \| Belgia \| Team Visma \\| Lease a Bike \| + 1' 01" \| \| 5. \| Jasper Stuyven \| Belgia \| Lidl-Trek \| + 1' 04" \| \| 6. \| Tiesj Benoot \| Belgia \| Team Visma \\| Lease a Bike \| + 1' 53" \| \| 7. \| Stefan Küng \| Szwajcaria \| Groupama-FDJ \| + 1' 53" \| \| 8. \| Filippo Ganna \| Włochy \| Ineos Grenadiers \| + 2' 19" \| \| 9. \| Iván García Cortina \| Hiszpania \| Movistar Team \| + 2' 19" \| \| 10. \| Davide Ballerini \| Włochy \| XDS Astana Team \| + 2' 19" \| \| 11. \| Laurence Pithie \| Nowa Zelandia \| Red Bull-Bora-Hansgrohe \| + 2' 19" \| \| 12. \| Mike Teunissen \| Holandia \| XDS Astana Team \| + 2' 19" \| \| 13. \| Michael Matthews \| Australia \| Team Jayco AlUla \| + 2' 19" \| \| 14. \| Markus Hoelgaard \| Norwegia \| Uno-X Mobility \| + 2' 19" \| \| 15. \| Gianni Vermeersch \| Belgia \| Alpecin-Deceuninck \| + 2' 19" \| \| 16. \| Aurélien Paret-Peintre \| Francja \| Decathlon-AG2R La Mondiale \| + 2' 19" \| \| 17. \| Valentin Madouas \| Francja \| Groupama-FDJ \| + 2' 19" \| \| 18. \| Timo Kielich \| Belgia \| Alpecin-Deceuninck \| + 2' 19" \| \| 19. \| Stefan Bissegger \| Szwajcaria \| Decathlon-AG2R La Mondiale \| + 2' 19" \| \| 20. \| Magnus Sheffield \| Stany Zjednoczone \| Ineos Grenadiers \| + 2' 19" \| |                        |                   |                            |            |
| |                        |                   |                            |            |
| Źródło: ProCyclingStats |                        |                   |                            |            |
| Klasyfikacja generalna |                        |                   |                            |            |
| Kolarz | Kolarz                 | Państwo           | Drużyna                    | Czas       |
| 1. | Tadej Pogačar          | Słowenia          | UAE Team Emirates XRG      | 5h 58' 41" |
| 2. | Mads Pedersen          | Dania             | Lidl-Trek                  | + 1' 01"   |
| 3. | Mathieu van der Poel   | Holandia          | Alpecin-Deceuninck         | + 1' 01"   |
| 4. | Wout van Aert          | Belgia            | Team Visma \| Lease a Bike | + 1' 01"   |
| 5. | Jasper Stuyven         | Belgia            | Lidl-Trek                  | + 1' 04"   |
| 6. | Tiesj Benoot           | Belgia            | Team Visma \| Lease a Bike | + 1' 53"   |
| 7. | Stefan Küng            | Szwajcaria        | Groupama-FDJ               | + 1' 53"   |
| 8. | Filippo Ganna          | Włochy            | Ineos Grenadiers           | + 2' 19"   |
| 9. | Iván García Cortina    | Hiszpania         | Movistar Team              | + 2' 19"   |
| 10. | Davide Ballerini       | Włochy            | XDS Astana Team            | + 2' 19"   |
| 11. | Laurence Pithie        | Nowa Zelandia     | Red Bull-Bora-Hansgrohe    | + 2' 19"   |
| 12. | Mike Teunissen         | Holandia          | XDS Astana Team            | + 2' 19"   |
| 13. | Michael Matthews       | Australia         | Team Jayco AlUla           | + 2' 19"   |
| 14. | Markus Hoelgaard       | Norwegia          | Uno-X Mobility             | + 2' 19"   |
| 15. | Gianni Vermeersch      | Belgia            | Alpecin-Deceuninck         | + 2' 19"   |
| 16. | Aurélien Paret-Peintre | Francja           | Decathlon-AG2R La Mondiale | + 2' 19"   |
| 17. | Valentin Madouas       | Francja           | Groupama-FDJ               | + 2' 19"   |
| 18. | Timo Kielich           | Belgia            | Alpecin-Deceuninck         | + 2' 19"   |
| 19. | Stefan Bissegger       | Szwajcaria        | Decathlon-AG2R La Mondiale | + 2' 19"   |
| 20. | Magnus Sheffield       | Stany Zjednoczone | Ineos Grenadiers           | + 2' 19"   |